# フィロウイルス科

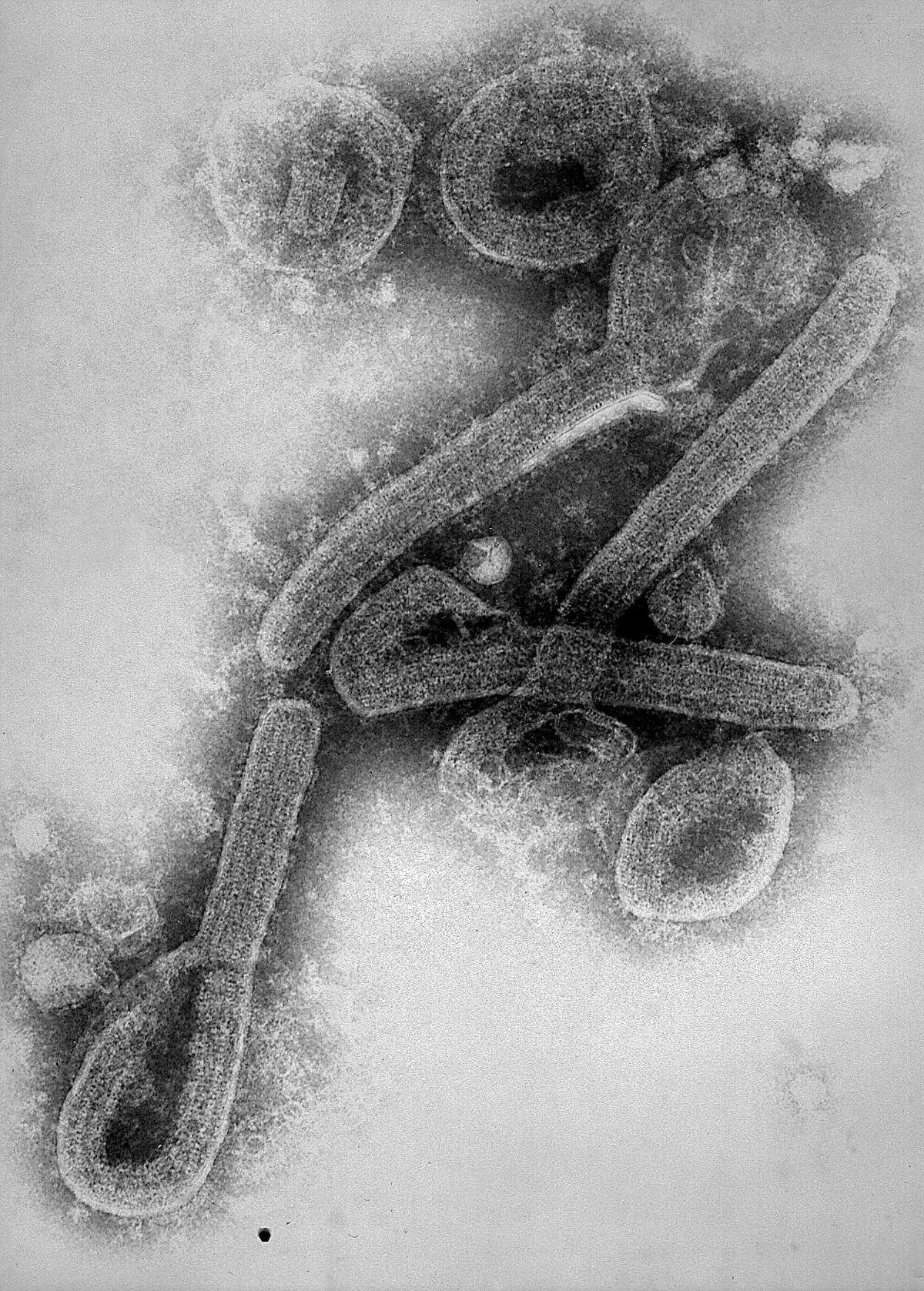
マールブルグウイルスの電子顕微鏡像

フィロウイルス科（Family Filoviridae）とはウイルスの分類においてモノネガウイルス目に属する1科。そのビリオンは多形性で紐状の形態（直径80nm、長さ14,000nm）を示し、そのゲノムはマイナス一本鎖RNAである。ビリオンはエンベロープを有し、エーテルに対しては感受性を持つ。螺旋対称性のヌクレオカプシドを有する。細胞質内で増殖し、細胞膜から出芽する。細胞質内封入体を形成。マールブルグウイルス、エボラウイルスのウイルス分離、血清学的診断はBSL-4レベルの設備を有した検査室でのみ許可されている。

## 分類
- マールブルグウイルス属 (Marburgvirus)
  - マールブルグウイルス (Marburg marburgvirus)
- エボラウイルス属 (Ebolavirus)
  - ブンディブギョエボラウイルス (Bundibugyo ebolavirus)
  - レストンエボラウイルス (Reston ebolavirus)
  - スーダンエボラウイルス (Sudan ebolavirus)
  - タイフォレストエボラウイルス (Taï Forest ebolavirus)
  - ザイールエボラウイルス (Zaire ebolavirus)
- Cuevavirus属
  - Lloviu cuevavirus